# 赛菲克·伊斯迈尔
穆罕默德·赛菲克·本·伊斯迈尔（2000年3月1日—）是一名马来西亚职业足球运动员，司职边锋，目前效力于登嘉楼二队。   